# Arnold Rösli
Arnold Rösli (ur. 7 sierpnia 1879, zm. ?) – szwajcarski strzelec, olimpijczyk, wicemistrz świata.
Tröndle dwukrotnie wystąpił na igrzyskach olimpijskich (IO 1920, IO 1924), nie zdobywając jednak żadnego medalu. Dwa razy plasował się na czwartym miejscu w konkurencjach drużynowych, po raz pierwszy osiągając to w 1920 roku w karabinie wojskowym leżąc z 300 m, a po raz drugi w 1924 roku w karabinie dowolnym.
Szwajcar zdobył też jeden medal na mistrzostwach świata – było to drużynowe srebro, osiągnięte w karabinie dowolnym w trzech postawach z 300 m na turnieju w 1922 roku (skład zespołu: Josias Hartmann, Walter Lienhard, Hans Pfeiderer, Arnold Rösli, Karl Zimmermann).

## Wyniki

### Igrzyska olimpijskie
| Igrzyska | Konkurencja                               | Wynik                            | Miejsce | Źródło |
| -------- | ----------------------------------------- | -------------------------------- | ------- | ------ |
| IO 1920  | Karabin wojskowy leżąc, 300 m, drużynowo  | 281 pkt. (druż.)                 | 4       | [ 2 ]  |
| IO 1920  | Karabin wojskowy leżąc, 600 m, drużynowo  | 279 pkt. (druż.)                 | 6       | [ 3 ]  |
| IO 1920  | Karabin wojskowy stojąc, 300 m, drużynowo | 234 pkt. (druż.)                 | 8       | [ 4 ]  |
| IO 1924  | Karabin dowolny leżąc, 600 m              | 79 pkt.                          | 35      | [ 5 ]  |
| IO 1924  | Karabin dowolny, drużynowo                | 635 pkt. (druż.) 128 pkt. (ind.) | 4       | [ 6 ]  |

### Medale mistrzostw świata
Opracowano na podstawie materiałów źródłowych:
| Mistrzostwa   | Konkurencja                                     | Wynik             | Miejsce |
| ------------- | ----------------------------------------------- | ----------------- | ------- |
| Mediolan 1922 | Karabin dowolny, trzy postawy, 300 m, drużynowo | 5120 pkt. (druż.) |         |